# Primevère (rose)
'Primevère' est un cultivar de rosier obtenu en 1929 par le rosiériste orléanais René Barbier. Il est considéré comme le rosier grimpant aux grosses fleurs jaunes le meilleur qui ait été créé parmi les hybrides de Rosa wichuraiana.

## Description
'Primevère' est un rosier grimpant qui atteint facilement 400 cm de hauteur et parfois plus. Ses grosses fleurs (plus de 10 cm) pleines (26-40 pétales) fleurissent en bouquets de cinq à dix fleurs, abondamment fin mai-début juin et très légèrement par la suite. Elles sont modérément parfumées. Elles sont de couleur jaune primevère jusqu'à jaune canari et sont parfaites en vase grâce à leur long pédoncule et à leur couleur éclatante. 'Primevère' est très vigoureux, produisant de longs rameaux flexibles et épineux avec un feuillage vert sombre et abondant aux folioles moyennes. Ce rosier est susceptible de geler en dessous de -10°/-15°.
Cette variété est issue d'un croisement  Rosa wichuraiana et un hybride de thé de couleur jaune, 'Constance', soulevé en 1915 par Joseph Pernet-Ducher. On peut l'admirer notamment à la roseraie de Blois, à la roseraie du Val-de-Marne de L'Haÿ-les-Roses, à la roseraie Jean-Dupont d'Orléans, au Volksgarten de Vienne ou à l'Europa-Rosarium de Sangerhausen. Cette variété est devenue relativement rare dans les catalogues français, mais plus fréquente dans les pays germaniques.